# Selezioni giovanili della nazionale femminile di calcio del Brasile
Le selezioni giovanili della nazionale di calcio femminile del Brazile sono gestite dalla Federcalcio brasiliana (CBF) e partecipano ai tornei calcistici internazionali per squadre nazionali femminili limitatamente a specifiche classi d'età.

## Selezione under 20
La nazionale di calcio femminile del Brasile Under-20 è la rappresentativa calcistica femminile internazionale del Brasile formata da giocatrici al di sotto dei 20 anni, gestita dalla Federazione calcistica del Brasile (Confederação Brasileira de Futebol - CBF).
Come membro del Confederación sudamericana de Fútbol (CONMEBOL)  partecipa al campionato sudamericano di categoria e al campionato mondiale FIFA Under-20.
Grazie al terzo posto conquistato nell'edizione 2006 del Campionato mondiale femminile di calcio di categoria è, al 2017, classificata all'ottavo posto, a pari merito con la Corea del Sud e dietro al Giappone. Inoltre, grazie alla vittoria in tutte le edizioni del campionato sudamericano, risultato valido per l'accesso ai mondiali, è tra le quattro nazionali U-20 ad aver partecipato a tutte le nove edizioni assieme a Germania, Nigeria e Stati Uniti.

## Partecipazioni alle competizioni internazionali

### Campionato mondiale Under-20
- 2002: Quarto posto (torneo Under-19)
- 2004: Quarto posto (torneo Under-19)
- 2006: Terzo posto
- 2008: Quarti di finale
- 2010: Fase a gironi
- 2012: Primo turno
- 2014: Primo turno
- 2016: Quarti di finale
- 2018: Primo turno
- 2022: Terzo posto
- 2024: Quarti di finale

### Campionato sudamericano Under-20
- 2004: Campione
- 2006: Campione
- 2008: Campione
- 2010: Campione
- 2012: Campione
- 2014: Campione
- 2015: Campione
- 2018: Campione
- 2022: Campione